# Rada Tilly
Rada Tilly – miasto w Argentynie, w prowincji Chubut, w departamencie Escalante.
Według danych szacunkowych na rok 2010 miejscowość liczyła 9 098 mieszkańców.